# 佩伊阿
佩伊阿（義大利語：Peia），是意大利贝加莫省的一个市镇。总面积4.3平方公里，人口1838人，人口密度427.4人/平方公里（2009年）。国家统计（ISTAT）代码为016161。